# Patanjali

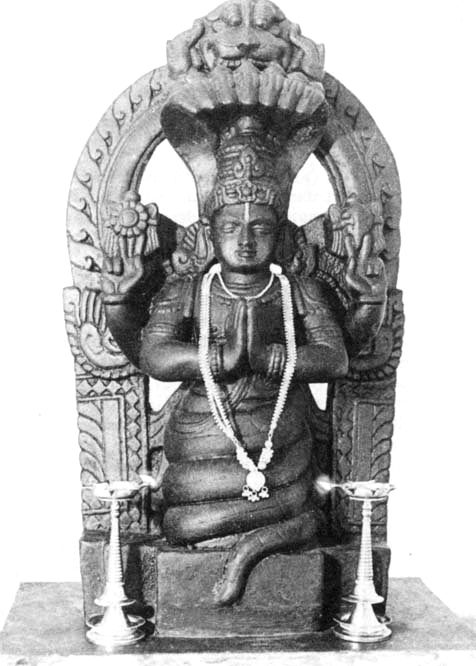
Patañjali wird häufig als Mischwesen aus Schlange und Mensch dargestellt

Patanjali (Sanskrit पतञ्जलि Patañjali, [pʌtʌɲʤʌlɪ]) war ein indischer Gelehrter und der Verfasser des Yogasutra, des klassischen Leitfadens des Yoga, weshalb er auch als „Vater des Yoga“ bezeichnet wird. Außer dem Yogasutra werden ihm noch eine Grammatik und eine ayurvedische Schrift zugeschrieben, doch ist es umstritten, ob die gleichnamigen Autoren identisch sind.

## Leben und Legende
Über das Leben von Patanjali ist nichts bekannt. Es wird angenommen, er habe in der Zeit zwischen dem 2. Jahrhundert v. Chr. und dem 4. Jahrhundert n. Chr. gelebt. Der Legende nach war seine Mutter Gonika (skt. Goṇikā), weshalb er auch Gonardiya oder Gonikaputra genannt wird. Diese war eine als Einsiedlerin lebende Asketin. Da sie als Frau keine Schüler fand, um ihr Wissen weiterzugeben, betete sie zum Sonnengott Surya. Da fiel eine kleine Schlange vom Himmel in ihre Hände, die sich in einen Jungen verwandelte und darum bat, ihr Schüler sein zu dürfen. Gonika gab ihm deshalb den Namen Patanjali (skt. pat- „fliegen“, „herunterfallen“; añjali „Gruß- und Bethaltung“). Eine alternative Legende besagt, dass er in die Hände des Grammatikers  Panini fiel. Er gilt als Inkarnation der Weltschlange Shesha. In der indischen Kunst wird Patanjali als Mischwesen dargestellt, wobei sein Unterleib bis zur Hüfte die Gestalt einer zusammengeringelten Schlange hat, der Oberleib ist der eines Mannes, der die Hände zur Gruß- und Bethaltung (skt. añjalimudrā) gefaltet hat. Über seinem Kopf fächert sich schirmförmig eine vielköpfige Schlange aus.

## Werke
Patanjali wird als Autor des Yogasutra angegeben, das noch heute als Standardwerk des philosophischen Yogas gilt. Da dieses bereits im 5. Jahrhundert von Vyasa im Yogasutrabhasya kommentiert wurde, muss seine Lebenszeit vor dem 5. Jahrhundert gelegen haben. Vyasas Kommentar wurde wiederum von Shankara (788–820), einem der bedeutendsten indischen Gelehrten, kommentiert. Das Yogasutra wurde erstmals vom islamischen Universalgelehrten al-Biruni (973–1048) ins Arabische übersetzt, heute liegen zahlreiche Übersetzungen in verschiedenen Sprachen vor.
Patanjali gilt auch als Autor des Mahabhasya (skt. Mahābhāṣya „großer Kommentar“), einem Kommentar über die Grammatik Astadhyayi von Panini. Danach müsste er in die Mitte des 2. Jahrhunderts v. Chr. datiert werden. Als drittes Werk wird dem Patanjali noch die Charakapratisamskrita zugeschrieben, ein Kommentar über die Charakasamhita, welche zu den ältesten Abhandlungen über Ayurveda gehört. Der Legende nach soll er den Kommentar verfasst haben, nachdem er bei einem Tanzkurs die Körperfunktionen kennengelernt habe. Dieser Kommentar ist allerdings verloren, weshalb es nicht möglich ist, Zeit und Autorschaft zu überprüfen.

## Identität der drei Autoren
Erstmals findet sich bei König Bhoja von Malva (11. Jahrhundert), der das Rajamartanda schrieb, ein Kommentar zum Yogasutra des Patanjali, der Hinweis, dass der Grammatiker und der Verfasser des Yogasutras identisch seien. Etwa zur selben Zeit setzte Chakrapanidatta (11. Jahrhundert) in seinem Werk Ayurvedadipika, einem Kommentar zur Charakasamhita, den Grammatiker mit dem Autor der Charakapratisamskrita sowie mit dem mythischen Schlangenkönig Ahipati („Schlangenvater“) gleich.
Erst wieder im 18. Jahrhundert finden sich weitere Angaben über die Identität der drei Patanjalis. Bei Shivarama (18. Jh.) findet sich eine Hymne zu Ehren Patanjalis, wonach alle drei Werke derselben Person zugehören:

„yogena cittasya padena vācāṃ malaṃ śarīrasya ca vaidyakena
yo‘pākarot-taṃ pravaraṃ munīnāṃ patañjaliṃ prāñjalir-ānato‘smi
„Mit gefalteten Händen verneige ich mich vor Patañjali, dem vortrefflichen Wildasketen,
der die Unreinheit des Geistes durch Yoga, der Sprache durch Grammatik, des Körpers durch Heilkunde ausgemerzt hat.““

Viele moderne Yogameister folgen dieser Ansicht, besonders B. K. S. Iyengar ist ein Verfechter dieser Ansicht und lässt zu Beginn seiner Lektionen jeweils die bei Shivarama überlieferte Hymne singen.
Die Meinungen über die Identität der drei Autoren ist dagegen in der wissenschaftlichen Forschung umstritten. Surendranath Dasgupta vertritt die Meinung, dass die Sprache beider Werke deutliche Parallelen aufweise. Auch Richard von Garbe hält den Grammatiker und den Yogameister für identisch. Dagegen wies Hermann Jakobi darauf hin, dass der Wortschatz der beiden Werke zu verschieden sei, und nimmt die Existenz zweier gleichnamiger Autoren an wie auch Arthur Berriedale Keith und James Haughton Woods.